# ماتانگا (ماداگاسکار)
ماتانگا (به لاتین: Matanga) یک منطقهٔ مسکونی در ماداگاسکار است که در ونگایندرانو واقع شده‌است. ماتانگا ۲۱٬۰۰۰ نفر جمعیت دارد و ۸ متر بالاتر از سطح دریا واقع شده‌است.